# Jan van Leiden

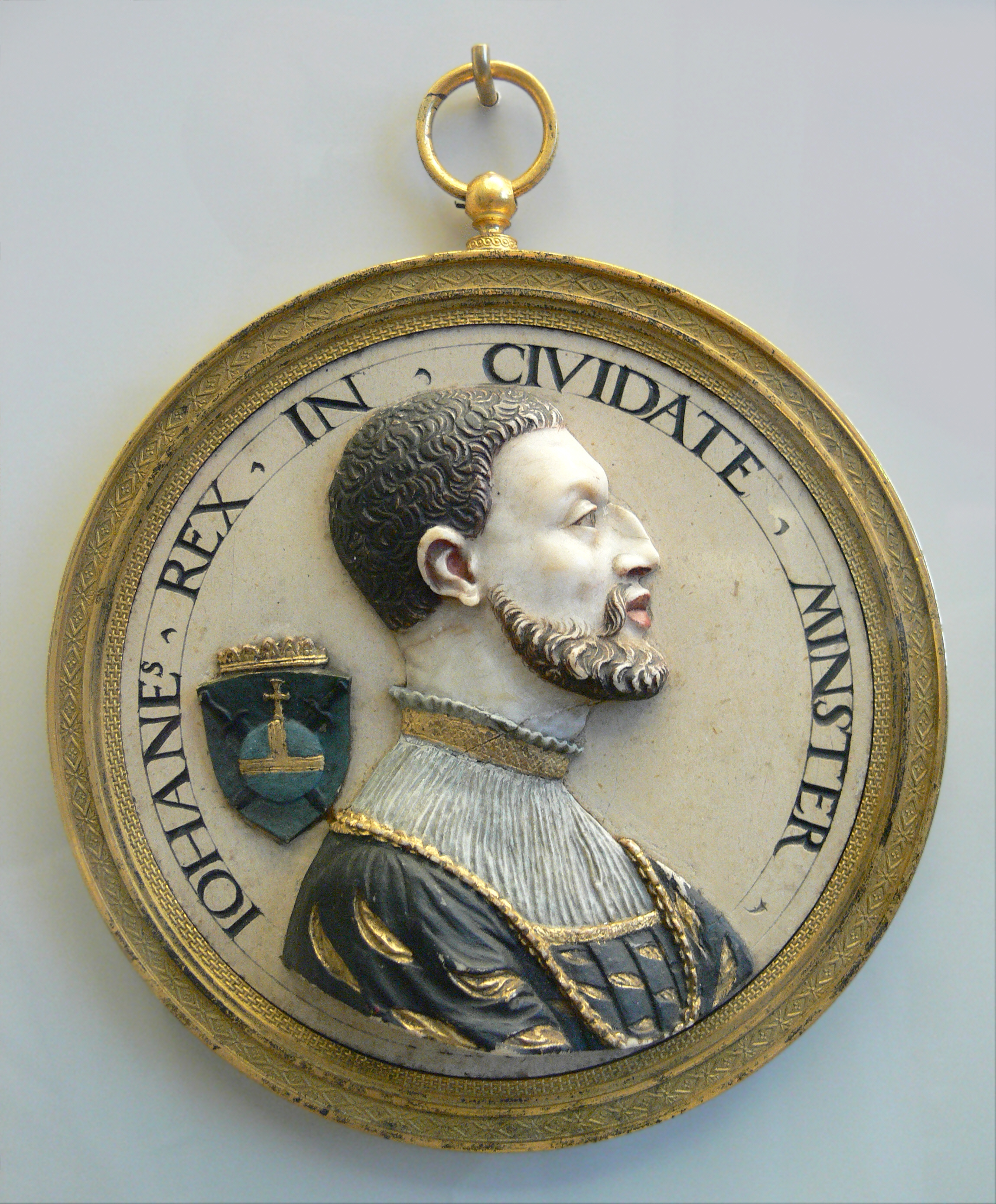
Conrat Meit (zugeschrieben): Jan van Leiden, Marmormedaillon, um 1535

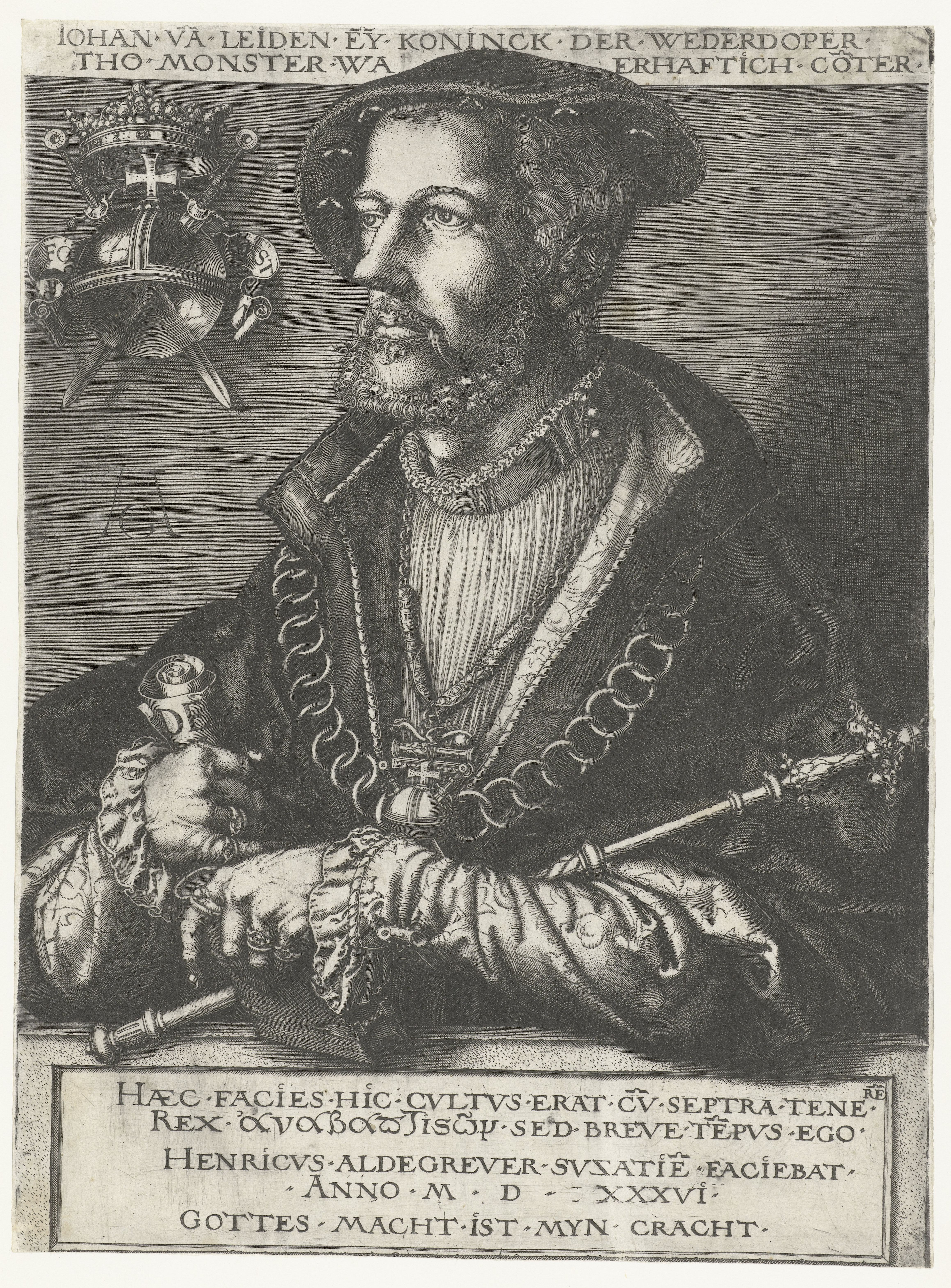
Heinrich Aldegrever: Jan van Leiden

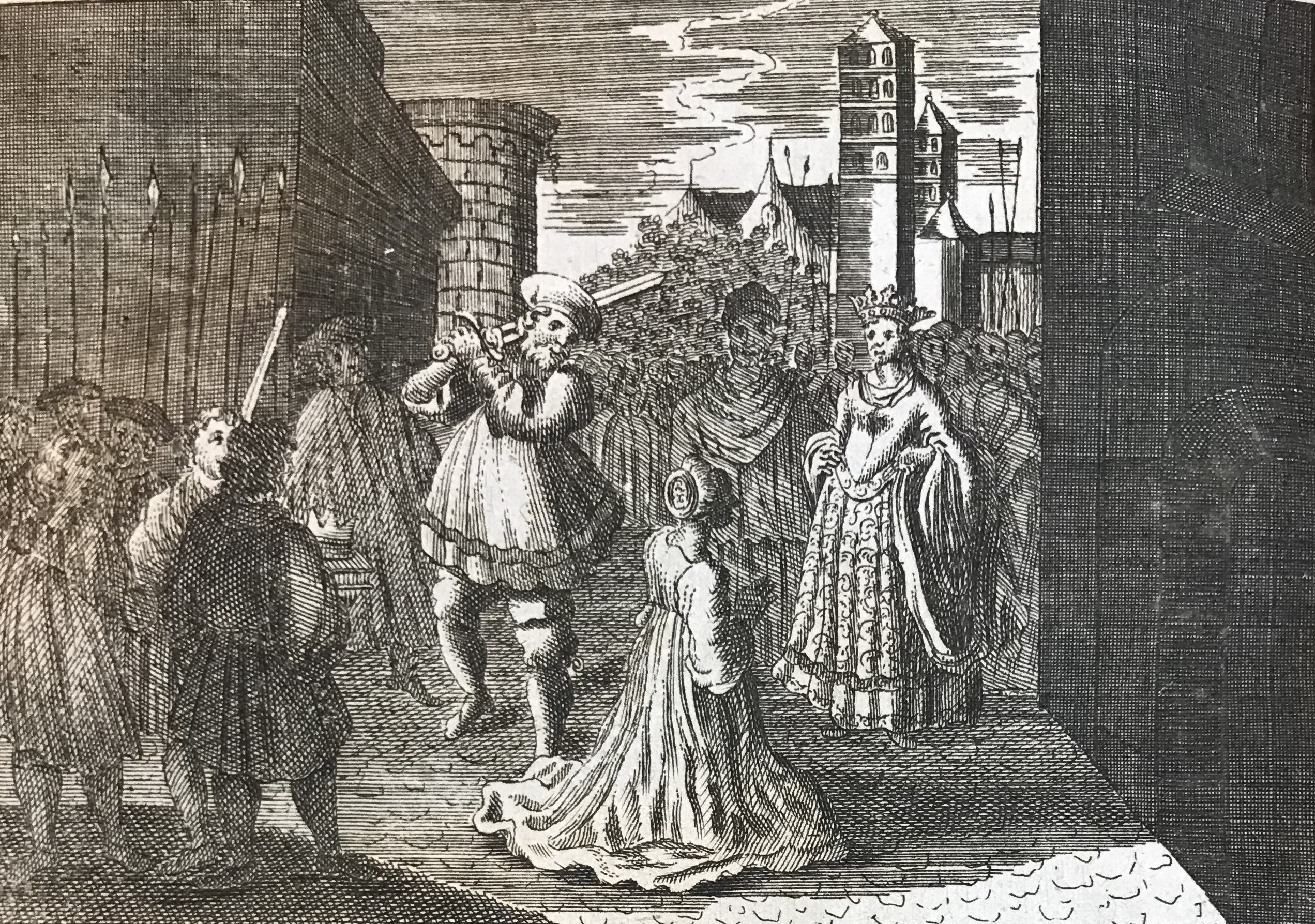
Jan van Leiden enthauptet eigenhändig seine Ehefrau Elisabeth Wandscherer, nachdem sie Leidens luxuriösen Lebenswandel öffentlich kritisiert hatte.

Jan van Leiden (eigentlich Jan Beuckelszoon oder Beukelszoon; * 2. Februar 1509 bei Leiden; † 22. Januar 1536 in Münster, Westfalen) war eine führende Persönlichkeit der Täufer und späterer „König“ des Täuferreichs von Münster. Eingedeutscht wurde sein Name in Johann Bockelson (oder Bokelson) bzw. Johann von Leiden (oder Leyden).

## Leben

### Herkunft
Jan Beuckelszoon wurde in der Nähe von Leiden als Sohn des Dorfschulzen Beukel Gerritsz und einer Dienstmagd Aleke oder Alit geboren, die der Vater nach dem Tod seiner Frau heiratete. Jan lernte das Schneiderhandwerk und arbeitete in Flandern und England. Er zog nach Leiden und heiratete die Witwe eines Schiffers. Als Kaufmann reiste er bis nach Lübeck und Lissabon. Schließlich betrieb er in Leiden eine Gastwirtschaft, war Meistersinger, Reimdichter und Schauspieler bei den städtischen Festspielen.

### Begegnung mit dem Täufertum
1533 lernte er den Täufer Jan Matthys kennen und ließ sich von ihm taufen. Sein Interesse für die neue christliche Bewegung war schon zuvor erwacht, als er bei einem Besuch in Münster einige Predigten von Bernd Rothmann gehört hatte.

### Das Täuferreich von Münster
Jan Matthys sandte Jan van Leiden als Apostel nach Münster, um die dortigen Täufer zu unterstützen. Bald wurde er neben Matthys ihr Führer in der Stadt. Die Täufer errangen die Mehrheit im Rat und machten Münster zu einer ihrer Hochburgen. Der aus der Stadt vertriebene Bischof Franz von Waldeck belagerte die Stadt jedoch seit dem 28. Februar 1534 mit Hilfe seiner Ritterschaft, den Erbmännern und von Landsknechtstruppen, u. a. des Landgrafen Philipp von Hessen.
Als Matthys bei einem Ausfall aus der belagerten Stadt am 4. April 1534 ums Leben kam, stieg van Leiden zum alleinigen Führer der Täufer in Münster auf. Er nahm als Johann I. den Königstitel an, errichtete das „Königreich Zion“ und umgab sich mit einem glänzenden Hofstaat. Mit Hilfe von „12 Aposteln“ als seinem Rat und zusammen mit seinem Statthalter und Scharfrichter Bernd Knipperdolling und seinem „Reichskanzler“ Heinrich Krechting übte er ein Schreckensregiment aus und erstickte jeden Widerstand in Blut. In Vorbereitung auf die vermeintlich nahende Endzeit ließ er alle Bücher bis auf die Bibel verbrennen, schaffte das Geld ab und führte eine an die Gütergemeinschaft der Jerusalemer Urgemeinde angelehnte Gütergemeinschaft ein. Verstöße gegen die Zehn Gebote wurden mit Todesstrafe belegt.
Außerdem führte er – auch gegen den Widerstand seiner Gefährten – die Vielehe ein. Jan van Leiden hatte 17 Frauen. Eine von ihnen war Elisabeth Wandscherer, die sich ihrem Ehemann widersetzt haben und deshalb eigenhändig von ihm hingerichtet worden sein soll. Die Darstellung, sie habe den Täuferkönig kritisiert, weil er mit seinem Hofstaat in Prunk lebe, während das Volk im belagerten Münster Hunger litt, ihm sogar in symbolischer Geste  ihren Schmuck zurückgegeben habe, ist nicht sicher überliefert. Jan van Leiden selbst bezeichnet ihr vermeintliches Vergehen im späteren Verhör schlicht als „Ungehorsam“. Eine andere seiner Frauen war Lise von dem Busche oder Elisabeth Buscoducensis (aus ’s-Hertogenbosch).

### Ende

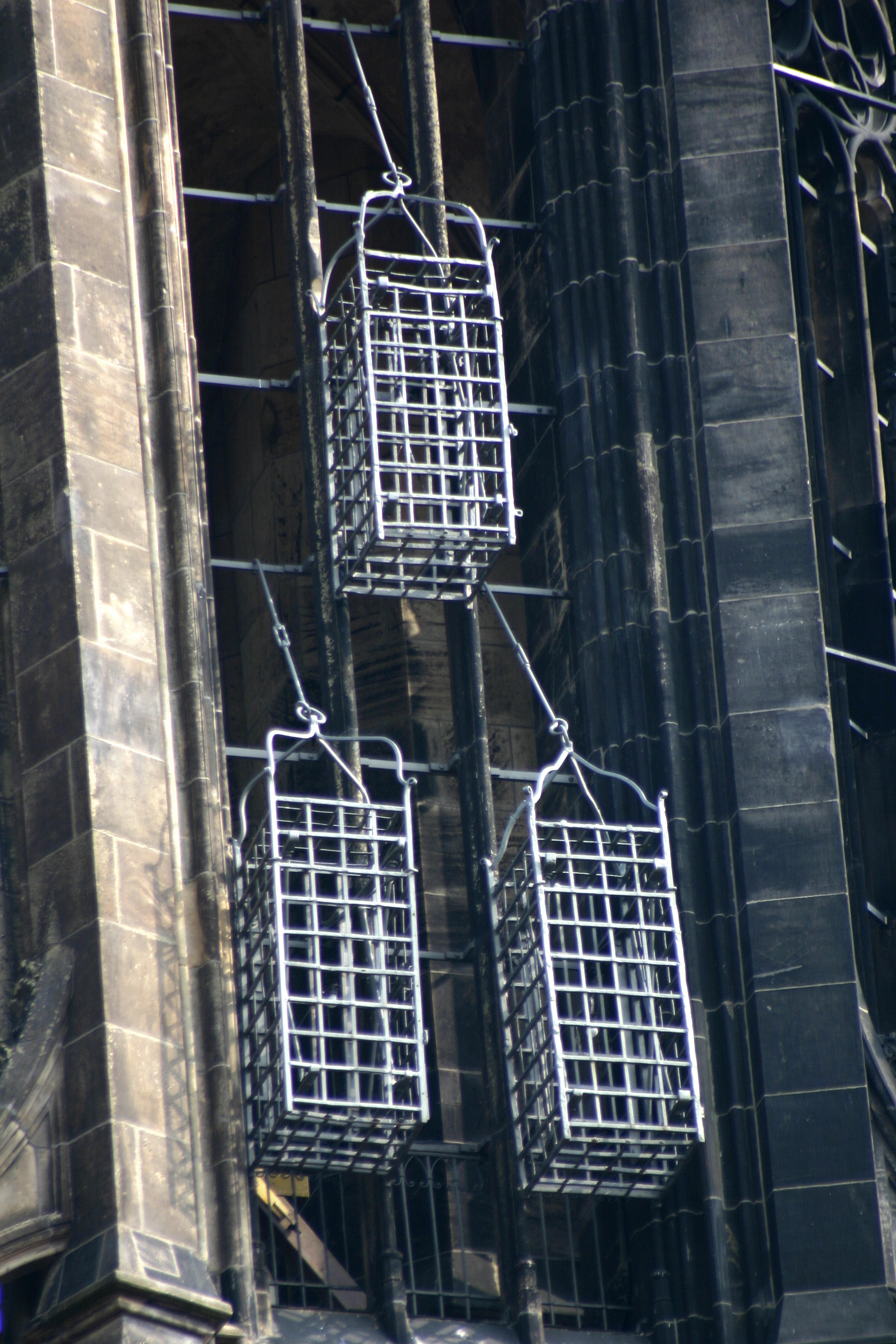
Originale Körbe am Turm der Kirche

Jan van Leidens Täuferreich endete, als die Truppen des Bischofs und des Landgrafen von Hessen in der Nacht vom 24. auf den 25. Juni 1535 Münster infolge Verrats einnahmen. Erst nach erbitterten Straßenkämpfen wurden die Anhänger der Täufer besiegt. Die Gegenreformation nahm ihren Lauf und erzwang von allen Täufern und auch Lutheranern unter Strafandrohung die Rückkehr zum „rechten Glauben“. Da Jan van Leiden, Bernd Knipperdolling und Bernd Krechting sich nicht bekehren lassen wollten, wurden sie entsprechend dem Wiedertäufermandat des Reichstages von 1529 und dem 1532 eingeführten Strafrecht, der Constitutio Criminalis Carolina, am 22. Januar 1536 4 Stunden lang mit glühenden Zangen gefoltert und anschließend erdolcht. Ihre von Brandwunden übersäten Leichen wurden in eisernen Körben am Turm von St. Lamberti zur Abschreckung aufgehängt. Noch 1585 sollen letzte Knochenreste zu sehen gewesen sein. Die Original-Körbe, welche 1927 und 1945 restauriert wurden, hängen noch heute am Turm.

## Literatur

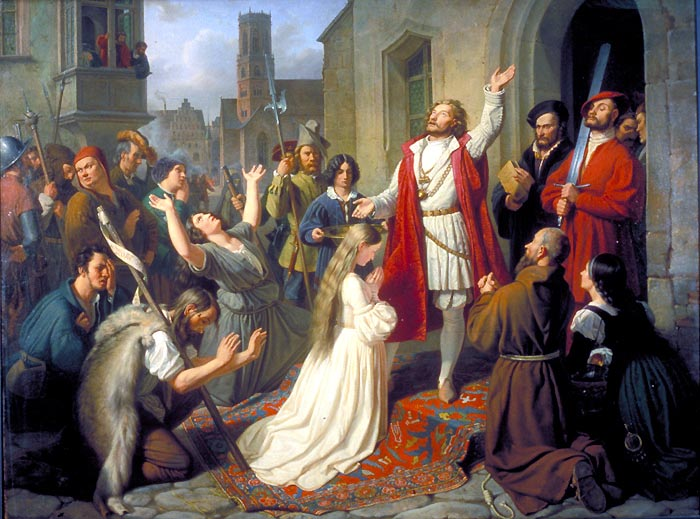
Johann Karl Ulrich Bähr: Jan van Leiden bei der Taufe eines Mädchens. 1840